# Dyschiriodes aeneus aeneus
Dyschiriodes aeneus aeneus é uma subespécie de insetos coleópteros pertencente à família Carabidae.
A autoridade científica da subespécie é Dejean, tendo sido descrita no ano de 1825.
Trata-se de uma subespécie presente no território português.